# J. Leiba
J. Leiba (1912 - 18 tháng 12 năm 1941), tên thật là Lê Văn Bái; là nhà báo, nhà thơ Việt Nam thời tiền chiến.

## Tiểu sử
J. Leiba (viết tắt chữ Jean Leiba), tuy có vẻ Tây nhưng do hai chữ Lê Bái trong tên ông nói lái mà ra. Khởi đầu, ông ký bút hiệu Thanh Tùng Tử, sau mới đổi là J. Leiba.
Ông sinh ở Yên Bái, nhưng chính quán lại là làng Nam Trực, phủ Nam Trực, tỉnh (Nam Định). Thuở nhỏ ông theo học Trường Bưởi (trường Trung học Bảo hộ), đến năm thứ ba, ông bỏ dở việc học đi theo một nhóm giang hồ ngót một năm. Sau đó, ông trở về quê học chữ Hán, rồi lại lên Hà Nội viết báo và làm thơ.
Bước chân vào làng thơ từ khoảng năm 1929-1930, ban đầu với bút danh Thanh Tùng Tử, ông viết cho tờ Hà Thành Ngọ báo. Năm 1934, báo Tiểu thuyết thứ bảy ra đời, ông cộng tác với Chủ báo Vũ Đình Long, rồi được cử làm Chủ bút tờ Ích hữu. Ngoài ra, ông còn viết cho các tờ: Tân báo, Tin văn, Việt báo, Nam Cường, L'Annam nouveau... Nhưng ông thật sự được người đọc chú ý nhiều, chính là nhờ những bài thơ đăng trên tuần báo Loa.
Năm 1935, ông thi đỗ bằng thành chung, được bổ vào ngạch thư ký tòa sứ Bắc Kỳ, nhận việc ở tòa sứ tỉnh Sơn Tây. Trong thời kỳ làm công chức ở đây, ông đã sống khá trác táng. Đến khi đổi lên tòa sứ Hà Giang thì J. Leiba đã mắc hai chứng bệnh: lao phổi và đau tim. Ông xin nghỉ về Hà Nội chữa trị, nhưng đến tháng 7 năm 1940, tự biết mình không thể khỏi bệnh nên xin về nghỉ ở quê nhà. Tại đây, thỉnh thoảng ông mới gửi một vài bài thơ cho báo Tiểu thuyết thứ Bảy và Tri Tân..
Ngày 18 tháng 12 năm 1941, J. Leiba từ trần ở tuổi 29.

## Sự nghiệp văn chương
J. Leiba có viết một số truyện ngắn, nhưng không thành công bằng thơ. Thơ ông, tuy chỉ có hơn chục bài đăng báo, chưa in thành tập, nhưng đã được giới thiệu trong quyển Thi nhân Việt Nam của Hoài Thanh-Hoài Chân và trong bộ sách Nhà văn hiện đại của Vũ Ngọc Phan. 
Hai nhà phê bình văn học là Hoài Thanh và Hoài Chân viết:
"Thơ đăng báo Loa với một tên ký chẳng Việt Nam tí nào, thế mà vừa ra đời Leiba liền được người ta thích. Người ta thích người vần thơ có giọng Đường rõ rệt, mà lại nói được nỗi lòng riêng của người thời nay. Trong khuôn khổ xưa, cái hương vị mới ấy rất dễ say người...Thơ Leiba ra đời (1934) giữa lúc ai nấy đều cảm thấy mình như trẻ lại. Các nhà thơ đương thời, Thế Lữ, Đông Hồ, Thái Can, kẻ trước người sau, đều tả bằng người nét âu yếm nỗi lòng của người thiếu nữ lúc mới bén tình yêu. Nhưng không ai nói được đầy đủ như tác giả bài "Năm qua"...Những câu như:
Hoa tặng vừa tàn bông thược dược,
Tìm chàng bỗng vắng, bóng chàng xa...
Hay là:
Sầu đối gương loan, bóng lạ người,
Chàng không lại nữa, đẹp cùng ai?
Có thể để ngang những câu tuyệt hay trong thơ cổ.
...Chán nản đưa người về tôn giáo. Thơ Leiba hồi sau có bài đượm mùi Phật, mặc dầu chưa đúng hẳn với tinh thần đạo Phật. Bài Bến giác chẳng hạn có một giọng lạnh lùng, chua chát nhưng chưa phải là giọng của kẻ đã dứt hết trần duyên...Tuy thế người gần đạo Phật hơn hết các nhà thơ bấy giờ".
Còn theo Từ điển Văn học (bộ mới), thì: "J. Leiba vì ân hận với những hành vi lầm lỡ cũ, ông tự nguyện quay về với đạo Phật để tìm nguồn an ủi. Những bài thơ của ông lúc này nhiễm dần mùi đạo nhưng vẫn không tránh khỏi giọng yếm thế và đôi khi còn kiêu bạt."
Trong quyển Thi nhân Việt Nam, thơ Leiba được tuyển giới thiệu bốn bài, đó là: "Năm qua", "Mai rụng", "Hoa bạc mệnh" và "Bến giác". Ở đây, giới thiệu một bài: 
Bến Giác
Phù thế đã nhiều duyên nghiệp quá!
Lệ lòng mong cạn chốn am không.
Cửa thiền một đóng duyên trần dứt,
Quên hết người quen chốn bụi hồng.